# Distrito de Masisea

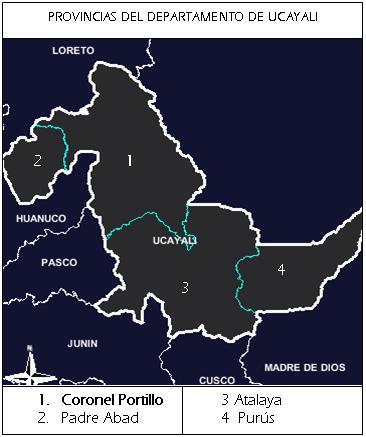
División política de Ucayali.

El distrito de Masisea es uno de los siete que conforman la provincia de Coronel Portillo, ubicada en el departamento de Ucayali en el Oriente del Perú. Limita por el Norte con el distrito de Callería, por el Este con el Brasil y la provincia de Atalaya, por el Sur con el distrito de Iparía y por el Oeste con el departamento de Huánuco y el distrito de Manantay.

## Historia
El distrito fue creado mediante Ley sin número del 13 de octubre de 1900 con su capital el pueblo de "Masisea", en el gobierno del Presidente Eduardo López de Romaña. Los límites fueron ratificados en 1982 mediante Ley N° 23416 del 1 de junio de 1982.
Masisea proviene de "mashi-shea", palabra en la lengua shipibo conibo que significa arena regada

## Población
Según censo 2007 el distrito tiene una población de 11 651 habitantes.

## Geografía
Tiene una extensión de 14 102,19 kilómetros cuadrados.
En este distrito de la Amazonia peruana habita la etnia Pano grupo Shipibo-Conibo autodenominado  Joni'.

## Autoridades

### Municipales
- 2019 - 2022[4]
  - Alcalde: Silvio Valles Lomas, de Alianza para el Progreso.
  - Regidores:

  1. Manuel Oscar Dreyfus Ríos (Alianza para el Progreso)
  2. Sarita Mildreth Cáuper Dávila (Alianza para el Progreso)
  3. Jhener Fasanando Nunta (Alianza para el Progreso)
  4. Mimi Zulemita Armas Hidalgo (Alianza para el Progreso)
  5. Juan Texeni Castillo (Fuerza Popular)

Alcaldes anteriores
- 2015 - 2018:[5] Raúl Marden Contreras Ramírez, de Todos Somos Ucayali.

## Turismo
Este distrito cuenta con paisajes naturales y los recursos turísticos más importantes son:
- Laguna Imiria,  en Imiria.
- Laguna Chauya,  en Chauya.
- islas canarias, en kilómetro 3.500 carretera imiria
- la cashuera, en localidad de masisea